# مسابقات جهانی تنیس روی میز ۱۹۸۷
مسابقات جهانی تنیس روی میز ۱۹۸۷ (انگلیسی: 1987 World Table Tennis Championships) سی و نهمین دوره مسابقات جهانی تنیس روی میز است که در شهر دهلی نو، هند برگزار شده‌است.
این مسابقات از ۱۸ فوریه تا ۱ مارس ۱۹۸۷ در ۲ بخش تیمی و انفرادی انجام شده‌است.

## نتایج

### تیمی
| رویداد     | طلا                                                               | نقره                                                                                  | برنز                                                                   |
| تیمی مردان | چین · چن لونگکان · چن شینهوا · جیانگ جیالیانگ · تنگ یی · Wang Hao | سوئد · میکل اپلگرین · اولف «تیکن» کارلسون · اریک لیند · یورگن پرسون · یان اووه والدنر | کرهٔ شمالی · Chu Jong-Chol · Hong Chol · Kim Song-hui · Li Gun-Sang     |
| تیمی زنان  | چین · چن جینگ · دای لیلی · Jiao Zhimin · Li Huifen · شیره کویاما  | کرهٔ جنوبی · Baek Soon-Ae · Hong Soon-hwa · هیون جونگ-هوا · یانگ یونگ-جا               | مجارستان · Csilla Bátorfi · Szilvia Káhn · Krisztina Nagy · Edit Urban |

### انفرادی
| رویداد        | طلا                        | نقره                           | برنز                         |
| انفرادی مردان | جیانگ جیالیانگ             | یان اووه والدنر                | چن شینهوا                    |
| انفرادی مردان | جیانگ جیالیانگ             | یان اووه والدنر                | تنگ یی                       |
| انفرادی زنان  | شیره کویاما                | یانگ یونگ-جا                   | Guan Jianhua                 |
| انفرادی زنان  | شیره کویاما                | یانگ یونگ-جا                   | دای لیلی                     |
| دونفره مردان  | چن لونگکان وی چینگوانگ     | ایلیا لوپولسکو زوران پریموراتس | آندری گروبا Leszek Kucharski |
| دونفره مردان  | چن لونگکان وی چینگوانگ     | ایلیا لوپولسکو زوران پریموراتس | ان جی-هیونگ یو نام-کیو       |
| دونفره زنان   | هیون جونگ-هوا یانگ یونگ-جا | دای لیلی Li Huifen             | شیره کویاما Jiao Zhimin      |
| دونفره زنان   | هیون جونگ-هوا یانگ یونگ-جا | دای لیلی Li Huifen             | Cho Jung-hui ری پون-هوی      |
| دونفره مختلط  | هوی جون گینگ لیجوان        | جیانگ جیالیانگ Jiao Zhimin     | Wang Hao Guan Jianhua        |
| دونفره مختلط  | هوی جون گینگ لیجوان        | جیانگ جیالیانگ Jiao Zhimin     | ان جی-هیونگ یانگ یونگ-جا     |